# Penumbra: Requiem
Penumbra: Requiem è un'espansione del videogioco Penumbra: Black Plague, sviluppata da Frictional Games nel 2008.

## Trama
Il gioco inizia dalla fine del precedente episodio, nel quale Philip invia il messaggio «Uccidili. Uccidili tutti». Successivamente Phillip viene colpito alla testa con un oggetto invisibile.
Il giocatore viene quindi chiamato a controllare il personaggio in una sorta di tomba e deve raccogliere diversi articoli in ciascuna delle varie camere, per poter accedere a quelle successive. Nel viaggio, il giocatore comincia a vedere luoghi familiari provenienti da altre parti della struttura ed inizia a ricevere comunicazioni da parte di persone che Phillip aveva incontrato in precedenza, come il dott. Richard Emminis, incontrato nella sala computer in Black Plague, così come Red, colui che in seguito si identifica come ex consigliere di Philip, incontrato in Overture.
Col trascorrere del tempo si verificano diversi strani avvenimenti, come il computer che fa riferimento a Phillip direttamente per nome, ed il giocatore viene a contatto con vari ambienti e chiamato a risolvere bizzarri enigmi.
Il gioco possiede due possibili finali, nei quali ci sono rivelazioni come il fatto che buona parte dell'avventura sia solo parte della mente del personaggio, e vari richiami ad i precedenti capitoli.

## Modalità di gioco
Come i giochi precedenti, Penumbra: Requiem è un videogioco d'avventura basato sull'esplorazione che si svolge in prima persona. Il capitolo consiste nell'ultimo episodio della serie principale. A differenza di Penumbra: Black Plague e Penumbra: Overture, l'attenzione è rivolta quasi esclusivamente alla risoluzione di enigmi. Non sono presenti nemici ed il personaggio guidato dal giocatore può essere ferito solamente da fattori ambientali del mondo di gioco.

## Sviluppo
Con l'annuncio di Penumbra: Black Plague, la serie Penumbra (originariamente pensata per costituire una trilogia) venne ridotta a due episodi a causa di non specificati problemi con il precedente editore, Lexicon Entertainment. Dopo l'uscita di Penumbra: Black Plague continuarono a mancare indicazioni da parte degli sviluppatori sull'eventuale prosieguo della serie; ad esclusione di un intervento fornito come pesce d'aprile: «Penumbra 3: Back With a Vengeance, sarà un gioco che si caratterizzerà per una forte violenza ed un'azione piena di sangue senza fine!».
Alla fine tuttavia gli sviluppatori decisero che sarebbe stato distribuito un terzo episodio sotto forma di espansione, allo scopo di congiungere le capacità più peculiari e maggiormente utilizzate da alcuni dei personaggi della serie, oltre al voler creare un titolo più incentrato sulla risoluzione di enigmi. Infine il titolo fu pensato per dimostrare pienamente le capacità del motore HPL Engine sugli effetti di fisica avanzata.
Penumbra: Requiem fu annunciato ufficialmente il 16 aprile 2008. Durante il suo sviluppo, la Frictional Games iniziò anche il lavoro per la realizzazione del futuro titolo Amnesia: The Dark Descent.

## Accoglienza
Penumbra: Requiem fu meno popolare dei precedenti capitoli della serie; raggiunse solamente il punteggio di 67 dal sito Metacritic, di 62 dal sito MobyGames, ed un punteggio complessivo del 62,77% dal sito GameRankings.
Nonostante questo, il titolo riuscì comunque ad aggiudicarsi le 4 stelle come nei titoli precedenti da parte del sito The Linux Game Tome.